# ستيوارت هنت
ستيوارت هنت (بالإنجليزية: Stuart Hunt)‏ هو سياسي أمريكي، ولد في 28 أبريل 1927، وتوفي في 9 ديسمبر 2014. حزبياً، نشط في الحزب الجمهوري. وقد انتخب عضو مجلس نواب فيرمونت.